# Zsolt Pölöskei
Zsolt Pölöskei (sinh 19 tháng 2 năm 1991) là một cầu thủ bóng đá Hungary hiện tại thi đấu cho Videoton FC.

## Thống kê câu lạc bộ
| Câu lạc bộ          | Mùa giải | Giải vô địch | Giải vô địch | Cúp     | Cúp       | Cúp Liên đoàn | Cúp Liên đoàn | Châu Âu | Châu Âu   | Tổng    | Tổng      |
| Câu lạc bộ          | Mùa giải | Số trận      | Bàn thắng    | Số trận | Bàn thắng | Số trận       | Bàn thắng     | Số trận | Bàn thắng | Số trận | Bàn thắng |
| ------------------- | -------- | ------------ | ------------ | ------- | --------- | ------------- | ------------- | ------- | --------- | ------- | --------- |
| MTK                 |          |              |              |         |           |               |               |         |           |         |           |
| 2011–12             | 9        | 2            | 1            | 0       | 3         | 0             | 0             | 0       | 13        | 2       |           |
| 2012–13             | 15       | 2            | 0            | 0       | 5         | 0             | 0             | 0       | 20        | 2       |           |
| 2013–14             | 28       | 6            | 7            | 0       | 1         | 0             | 0             | 0       | 36        | 6       |           |
| 2014–15             | 28       | 5            | 3            | 3       | 4         | 0             | 0             | 0       | 22        | 6       |           |
| Tổng                | 80       | 15           | 11           | 3       | 13        | 0             | 0             | 0       | 104       | 18      |           |
| Videoton            |          |              |              |         |           |               |               |         |           |         |           |
| 2015–16             | 20       | 0            | 4            | 0       | –         | –             | 0             | 0       | 24        | 0       |           |
| 2016–17             | 0        | 0            | 2            | 1       | 0         | 0             | 0             | 0       | 2         | 1       |           |
| Tổng                | 20       | 0            | 6            | 1       | 0         | 0             | 0             | 0       | 26        | 1       |           |
| Budapest Honvéd     |          |              |              |         |           |               |               |         |           |         |           |
| 2017–18             | 9        | 0            | 2            | 0       | –         | –             | 2             | 0       | 13        | 0       |           |
| Tổng                | 9        | 0            | 2            | 0       | 0         | 0             | 2             | 0       | 13        | 0       |           |
| Tổng cộng sự nghiệp |          | 109          | 15           | 19      | 4         | 13            | 0             | 2       | 0         | 143     | 19        |

Cập nhật theo các trận đấu đã diễn ra tính đến ngày 9 tháng 12 năm 2017.